# 苏达金
苏达金（1986年4月21日—），福建泉州人，中国举重运动员，身高1.67米。2010年参加广州亚运会，参加77公斤级比赛因挺举三次失败未获得有效成绩。